# دیوی روف
دیوی روف (انگلیسی: Davy Roef؛ زادهٔ ۶ فوریهٔ ۱۹۹۴) بازیکن فوتبال اهل بلژیک است.
وی همچنین در تیم‌های ملی فوتبال جوانان بلژیک، زیر ۱۹ سال بلژیک و زیر ۲۱ سال بلژیک بازی کرده‌است.